# John Moore (Regisseur)

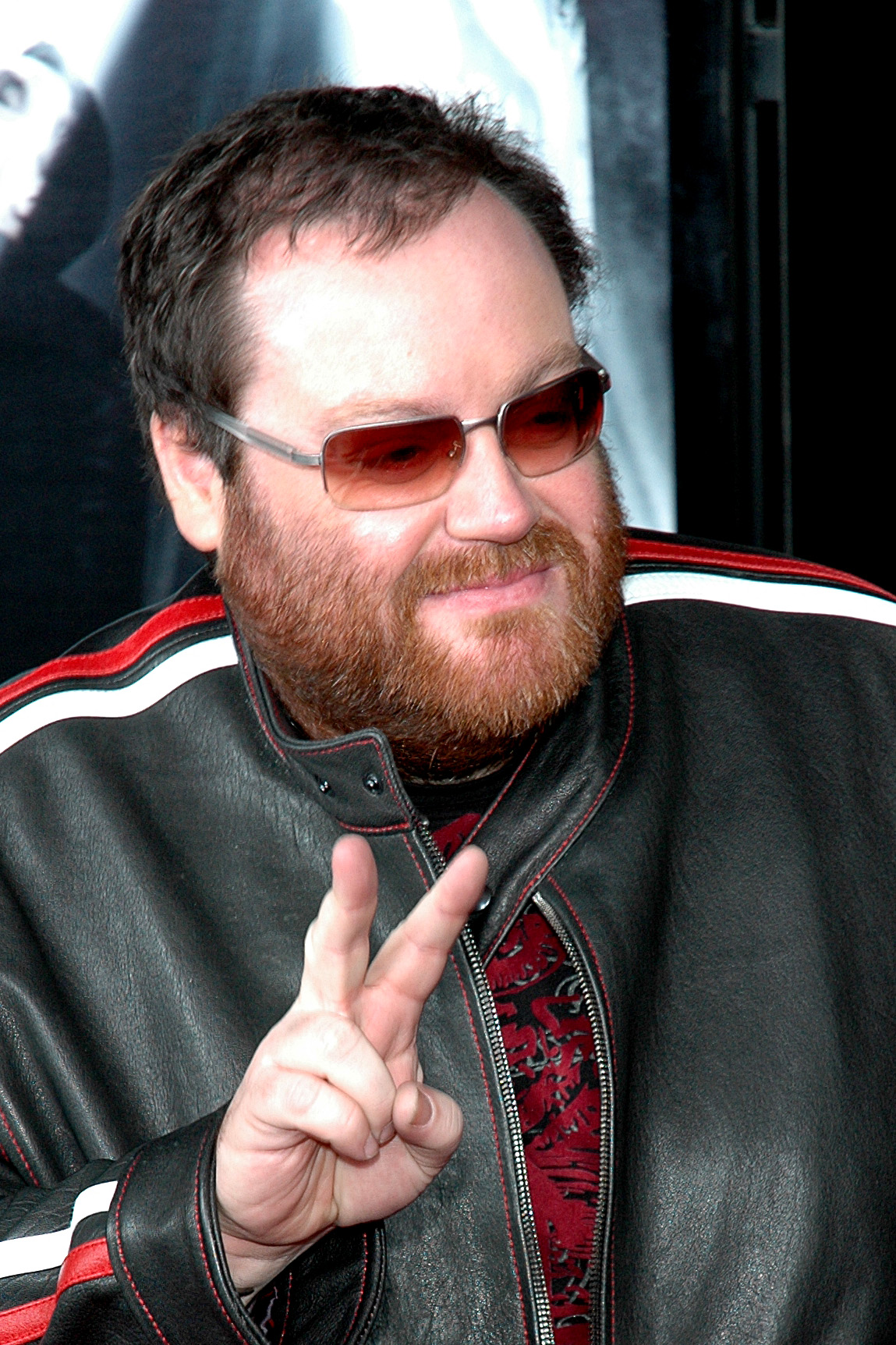
John Moore (2008)

John Moore (* 1970 in Dundalk, County Louth) ist ein irischer Regisseur und Drehbuchautor.

## Leben
Nach dem Besuch eines technischen Colleges in Dublin begann er, Kurzfilme und Werbeclips zu drehen. 1995 gründete er zusammen mit Damien O’Donnell die unabhängige Produktionsgesellschaft Clingfilms, die allerdings nur zwei Filme herausbrachte. 2001 drehte er für 40 Millionen US$ das Kriegsdrama Im Fadenkreuz – Allein gegen alle. Bei den Dreharbeiten wäre er beinahe von einem durch eine Mauer brechenden Panzer getötet worden. Es folgten die Remakes Der Flug des Phoenix (2004) und Das Omen (2006). Im Anschluss arbeitete er an Max Payne, der Kinoversion des gleichnamigen Computerspiels, der im Oktober 2008 weltweit angelaufen ist. Es folgten Stirb langsam – Ein guter Tag zum Sterben (2013) und Hacked: Kein Leben ist sicher (2016).

## Filmografie
- 1990: Jack’s Bicycle
- 1995: He Shoots, He Scores
- 2001: Im Fadenkreuz – Allein gegen alle (Behind Enemy Lines)
- 2004: Der Flug des Phoenix (Flight of the Phoenix)
- 2006: Das Omen (The Omen)
- 2008: Max Payne
- 2013: Stirb langsam – Ein guter Tag zum Sterben (A Good Day to Die Hard)
- 2016: Hacked – Kein Leben ist sicher (I.T.)